# ديريك باريت
ديريك باريت (بالإنجليزية: Derek Barrett)‏ هو لاعب قذف أيرلندي، ولد في 4 فبراير 1977.